# Hansweert

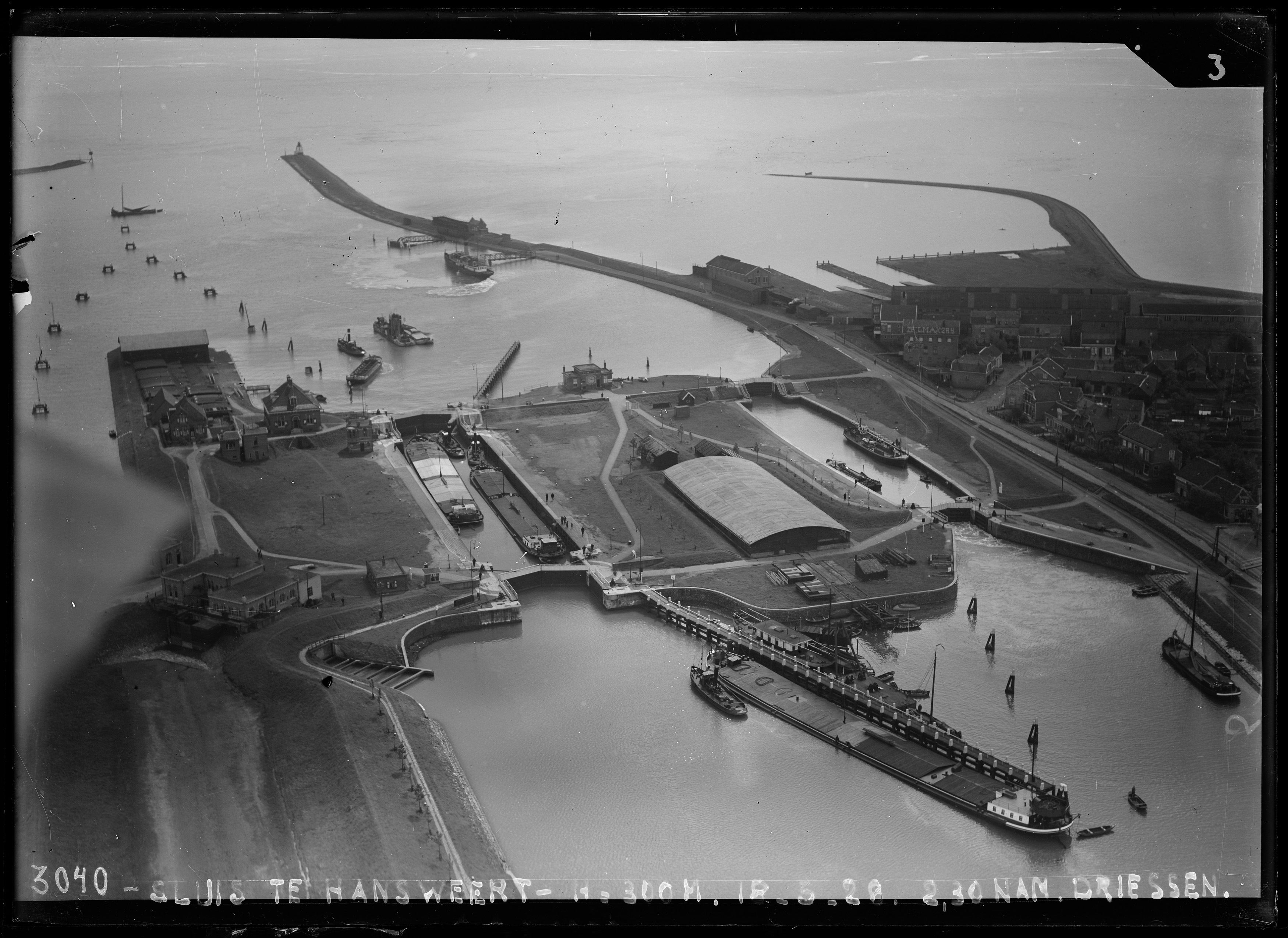
Luchtfoto van de sluis (1920-1940), Nederlands Instituut voor Militaire Historie.

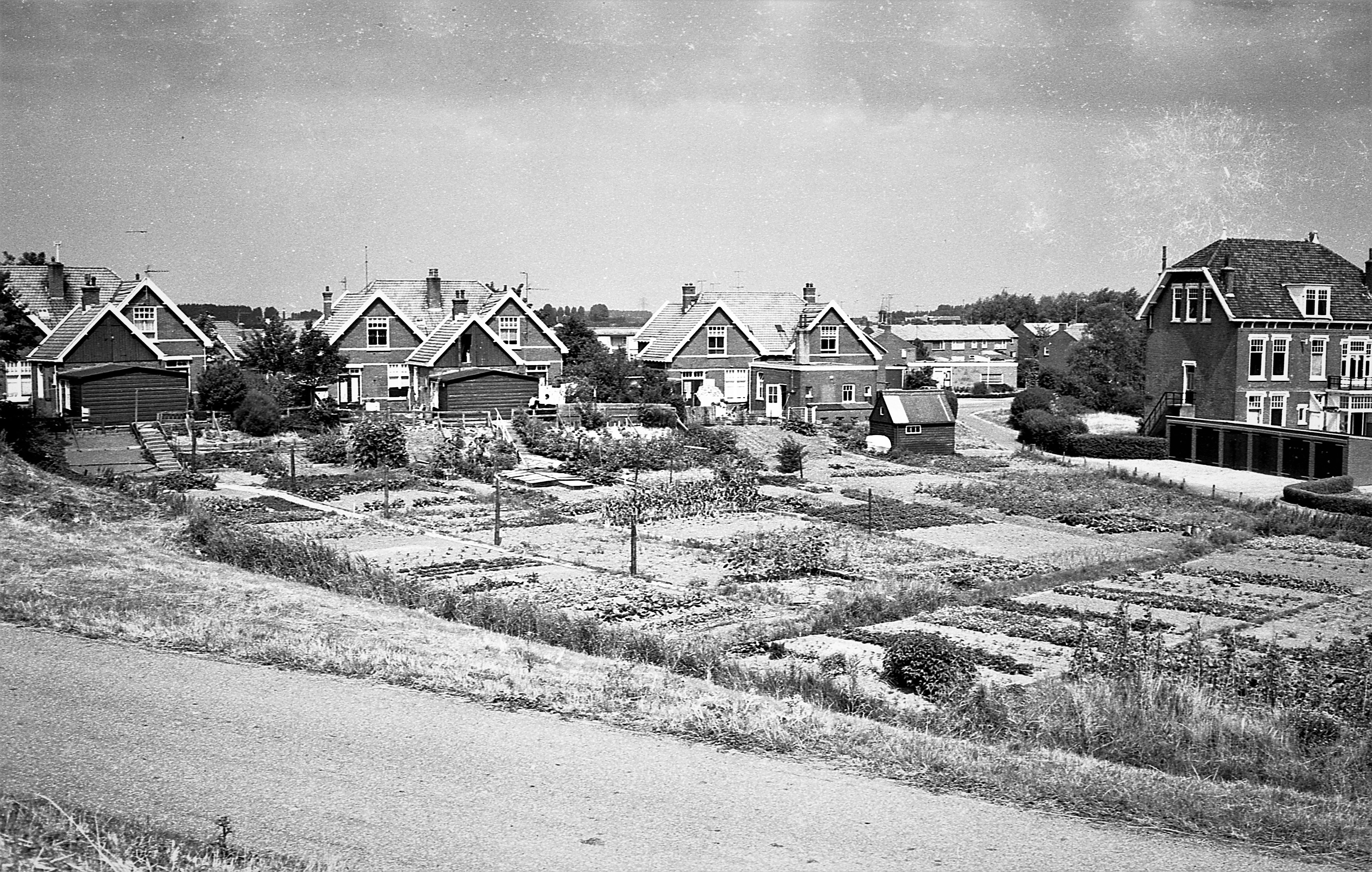
1976-1977, Hansweert Oost, deze hele wijk verdween door de aanleg van nieuwe sluizen

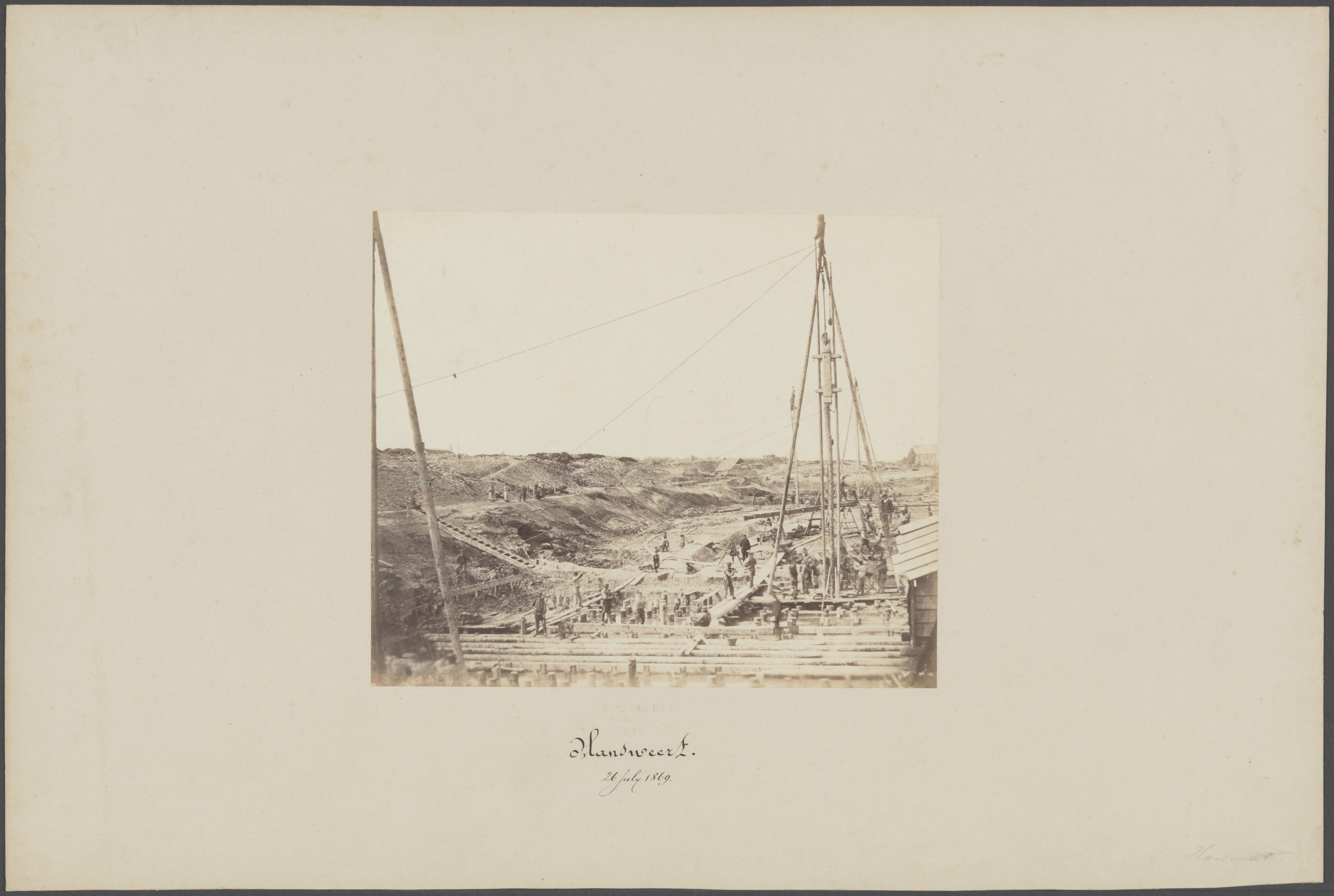
Aanleg van sluis te Hansweert in 1869

Hansweert is een dorp aan de Westerschelde, in de gemeente Reimerswaal in de Nederlandse provincie Zeeland. De geschiedenis van het dorp is sterk bepaald door de aanleg van twee kanalen: het Kanaal door Zuid-Beveland bracht vanaf 1866 welvaart en groei, het oostelijker gegraven Schelde-Rijnkanaal trok sinds 1975 veel scheepvaartverkeer weg en leidde een periode van neergang in.

## Geschiedenis
In 1353 wordt er voor het eerst melding gedaan van wat later Hansweert wordt genoemd. Niet met deze benaming want Hansweert heeft steeds weer een andere naam. Zo wordt er bijvoorbeeld gesproken van Hannekinswaerde, Hannekijnswaard en Hanzwartz. Uit die laatste naam is waarschijnlijk ook de populaire benaming Answest ontstaan. Hansweert is lange tijd een kleine agrarische gemeenschap, onderdeel van de gemeente Kruiningen. De toenmalige buurtschap is eigenlijk alleen noemenswaardig door het veer Hansweert-Walsoorden naar Zeeuws-Vlaanderen.
In 1866, als het Kanaal door Zuid-Beveland in gebruik wordt genomen, begint de groei van Hansweert. Het kanaal liep toen midden door het dorp en verdeelde het dorp in een westelijk en een oostelijk gedeelte, en de sluizen in Hansweert brachten veel bedrijvigheid met zich mee.
Het kanaal en de sluizen vergden veel onderhoud, de schippers deden veel inkopen in het dorp en ook waren er veel parlevinkers actief op het sluisplateau. Weinig dorpen kenden in die tijd zo'n uitgebreide middenstand. Het aantal bakkers, slagers en cafés was aanzienlijk te noemen voor zo'n relatief klein dorp en daarom werd Hansweert ook wel "klein Antwerpen" genoemd. Ook de veerdienst op Walsoorden zorgde voor veel verkeer. Om die reden reed tussen het spoorwegstation Vlake en het veer naar Walsoorden tussen 1913 en 1933 een stoomtram.
Lange tijd lag Hansweert als knooppunt op de kortste route tussen de haven van Rotterdam en de haven van Antwerpen, maar dat veranderde nadat in oostelijk Reimerswaal het Schelde-Rijnkanaal werd gegraven. De kortste route tussen de steden Antwerpen en Rotterdam werd hiermee verlegd naar het gebied tussen Bath en de Brabantse Wal. De plaatselijke economie in Hansweert kreeg hiermee een enorme klap te verwerken en begon hiermee een lange periode van verpaupering en verval. In deze periode werd ook het gedeelte van het dorp gelegen aan de oostzijde van het kanaal (Hansweert-Oost) geheel gesloopt om plaats te maken voor de nieuwe voorhaven. Dit was onderdeel van de verlegging van het kanaal door Zuid-Beveland, waarmee het kanaal ook verder van het dorp kwam te liggen.
Sinds 2005 voer er een fiets-en-voetveer naar Perkpolder. In 2011 werd deze dienst gestaakt, maar in 2014 hervat als zomerveer (alleen in de maanden juli en augustus) voor fietsers en voetgangers. Sinds maart 2025 is het veer definitief gestopt.
In 2018 is aangekondigd dat er de komende jaren een dijkverzwaring zal worden uitgevoerd. Over zo'n vijf kilometer moet de dijk met een paar meter worden verhoogd. Dit heeft gevolgen voor het dorp dat tot tegen de teen van de zeedijk aan is gebouwd. Dit project is in 2023 gestart en duurt naar verwachting tot 2027.

## Hoogste waterstanden
Van hoog naar lager:
1. 1 februari 1953: 507 cm boven Normaal Amsterdams Peil (NAP)
2. 12 maart 1906: 460 cm boven NAP
3. 14 november 1993: 449 cm boven NAP
4. 27 februari 1990: 446 cm boven NAP
5. 3 januari 1976: 444 cm boven NAP

## Evenementen
- Paaskermis
- Wielerronde: laatste zaterdag augustus.
- Answester Dweildag: dweilbandfestival, laatste zondag van september.

## Geboren in Hansweert
- Adrie van Eijkeren (3 maart 1903 - 17 december 2010), honderdplusser en oudste KNIL-veteraan
- Adriaan Kousemaker (7 september 1909 - 1 december 1984), musicus
- F. van Dixhoorn (17 juni 1948), dichter

## Galerij

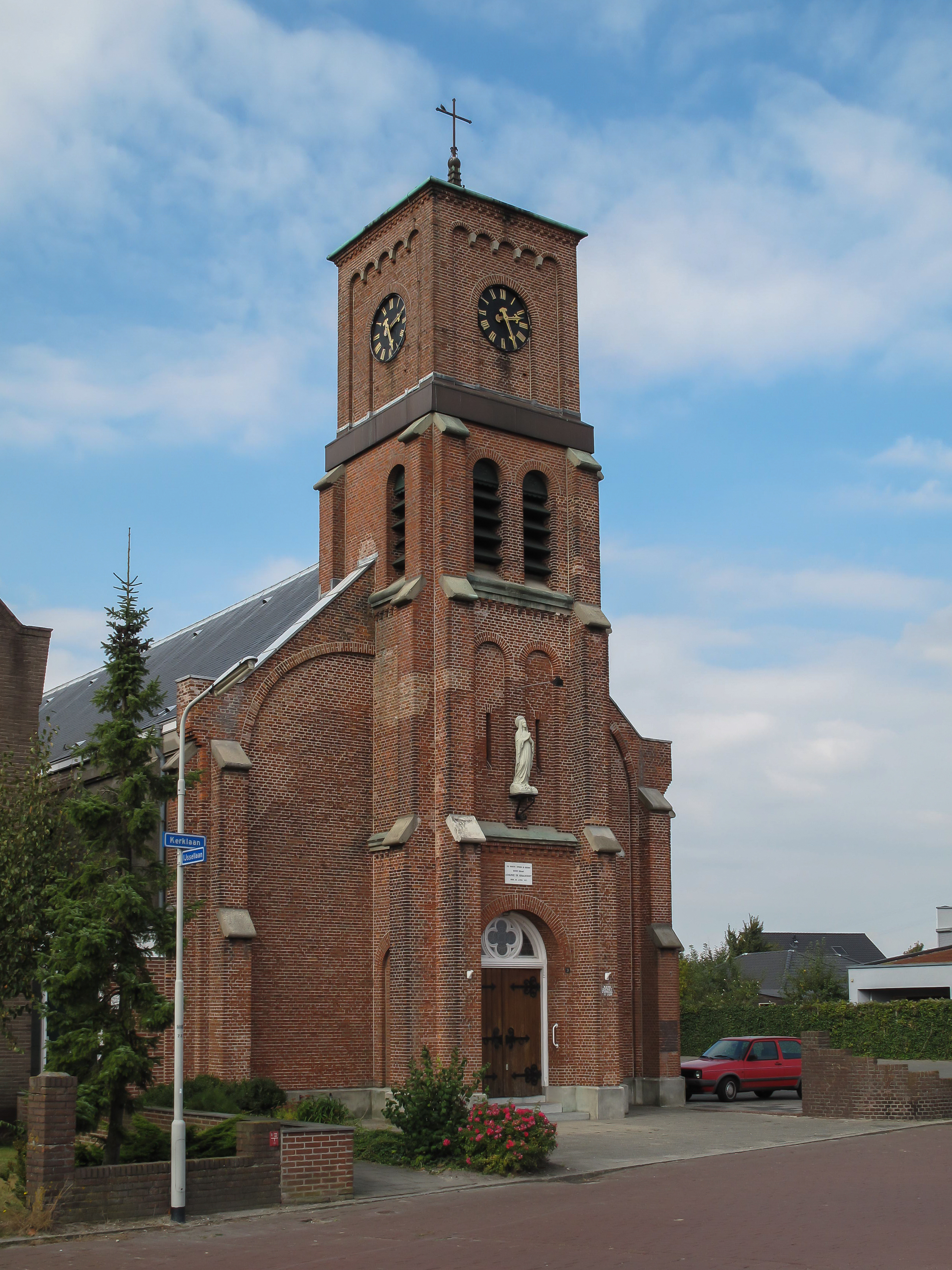
De Onze-Lieve-Vrouw Onbevlekt Ontvangenkerk
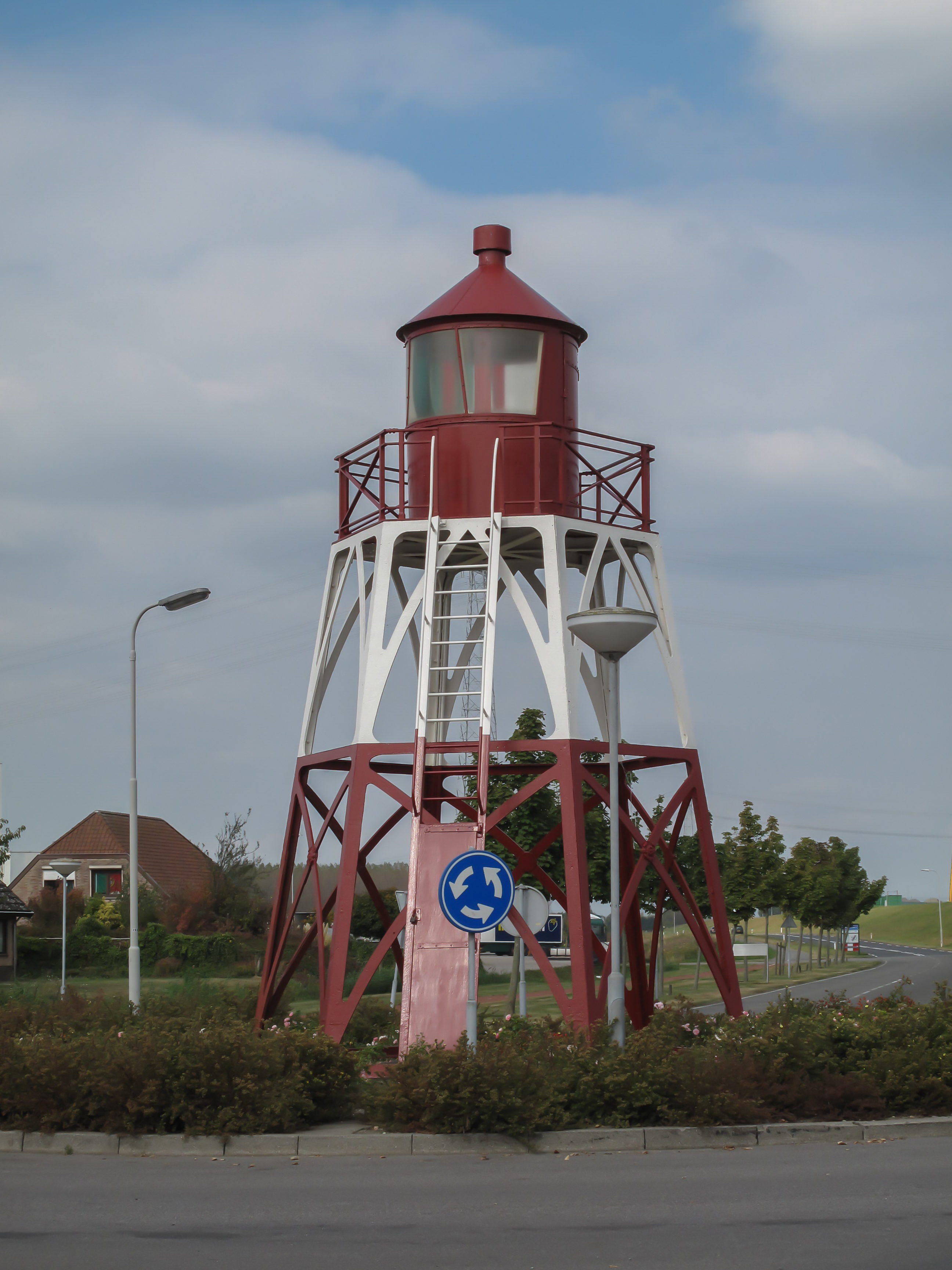
Op een rotonde bij het dorp staat het voormalige lichtopstand dat moest wijken voor de uitbreiding van de sluizen.
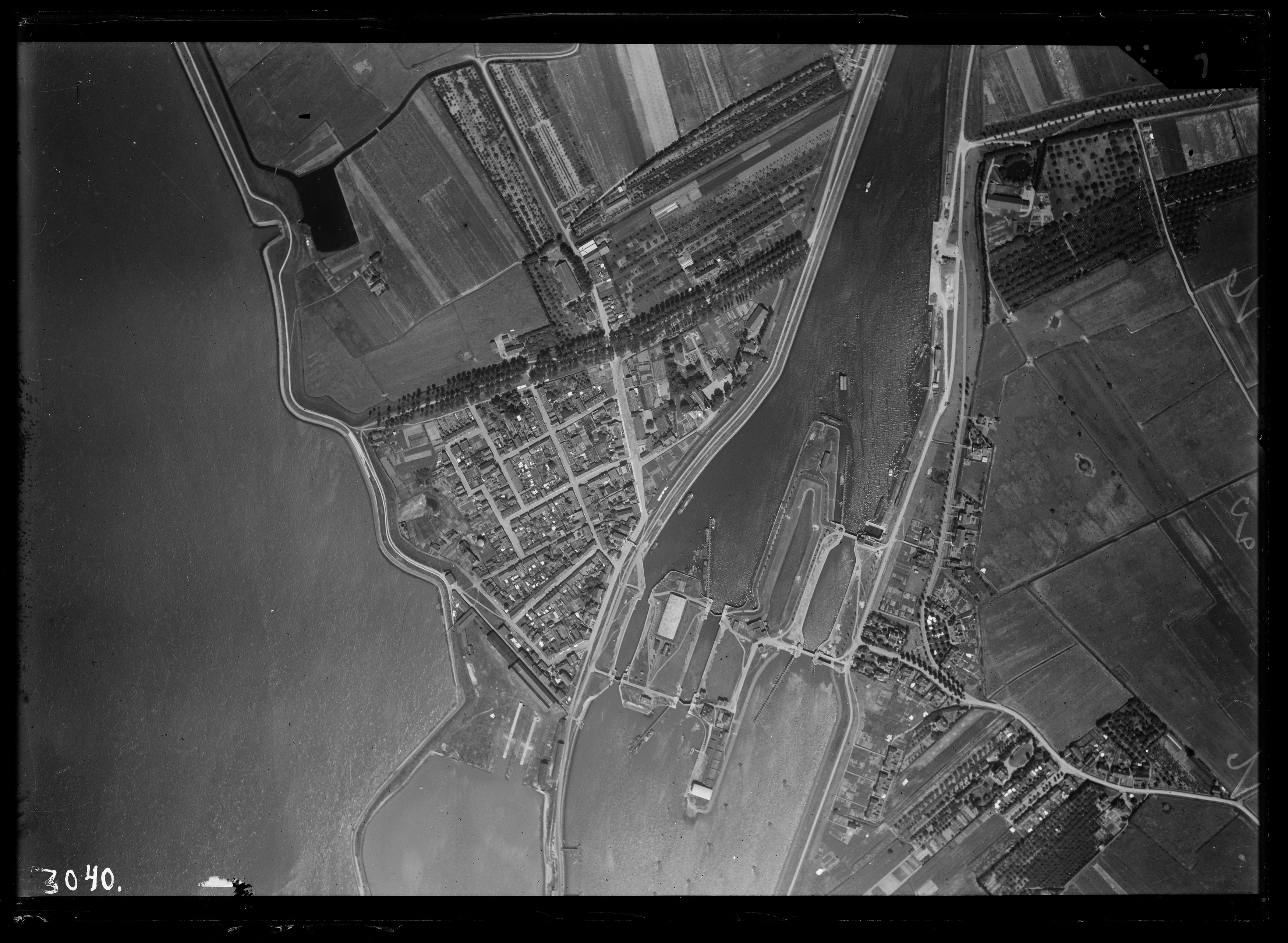
Luchtfoto van Hansweert (1920-1940), Nederlands Instituut voor Militaire Historie.
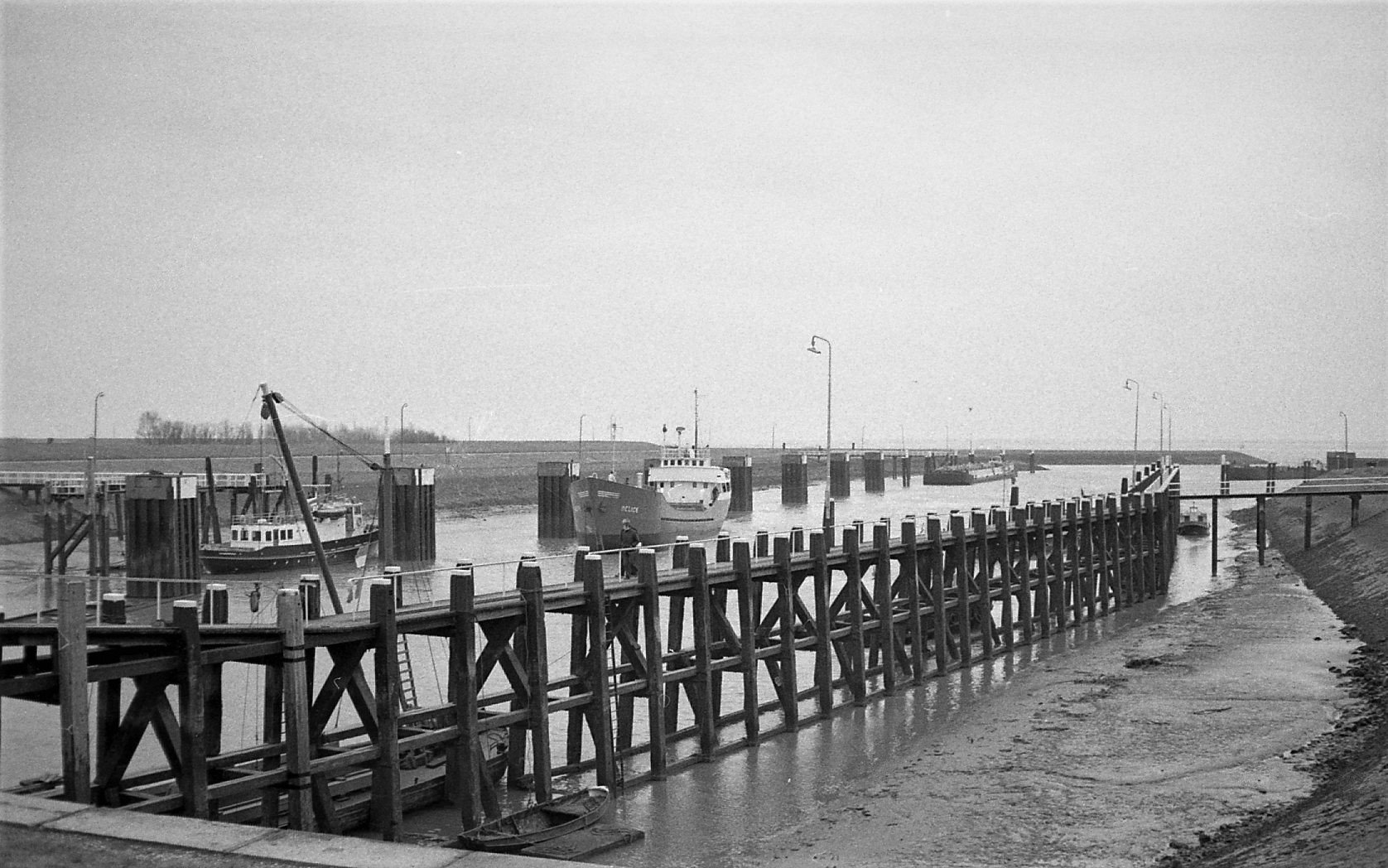
Sluizencomplex
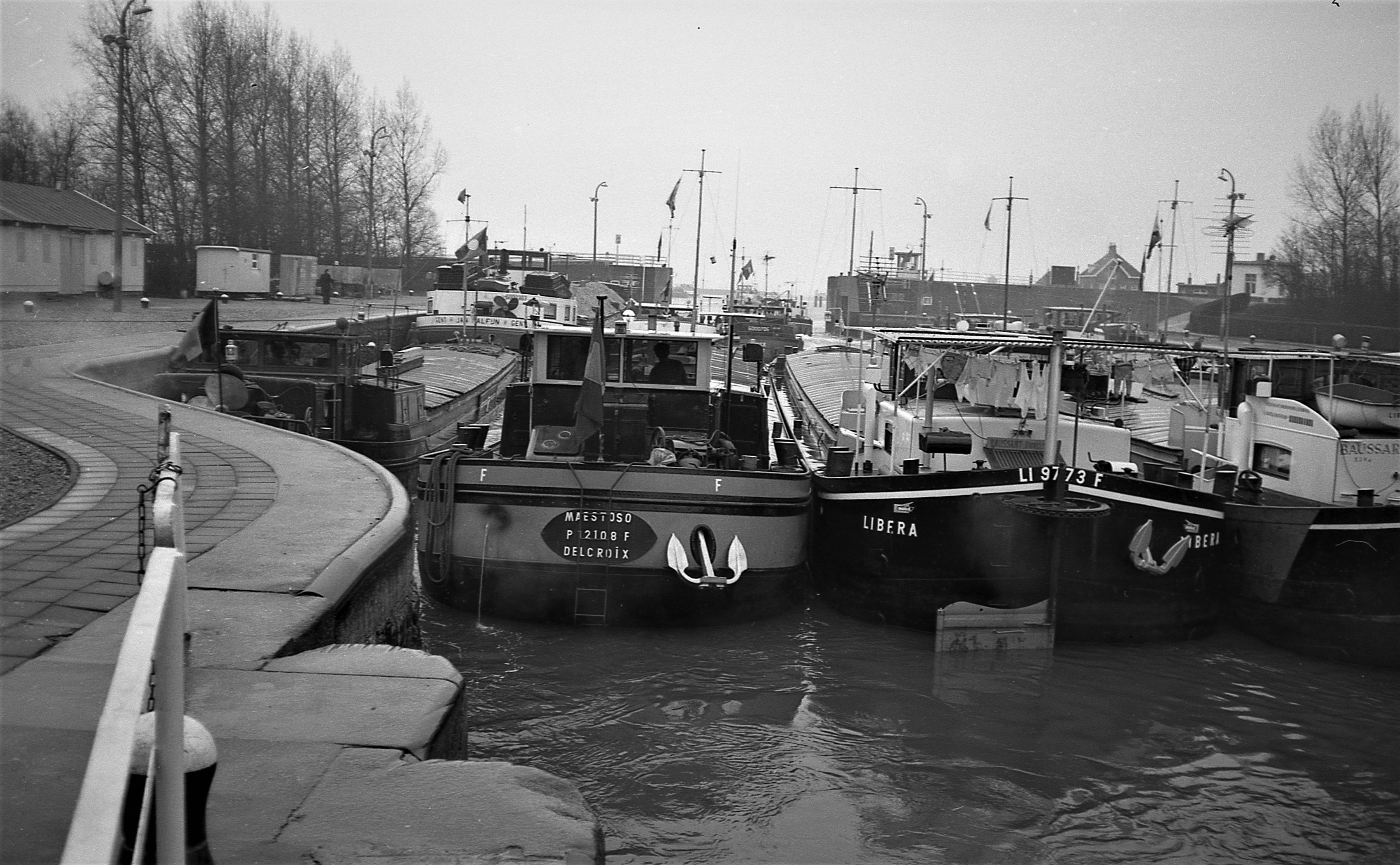
Hansweert Sluizencomplex (1977), wachten in de sluis, op de achtergrond de Westerschelde
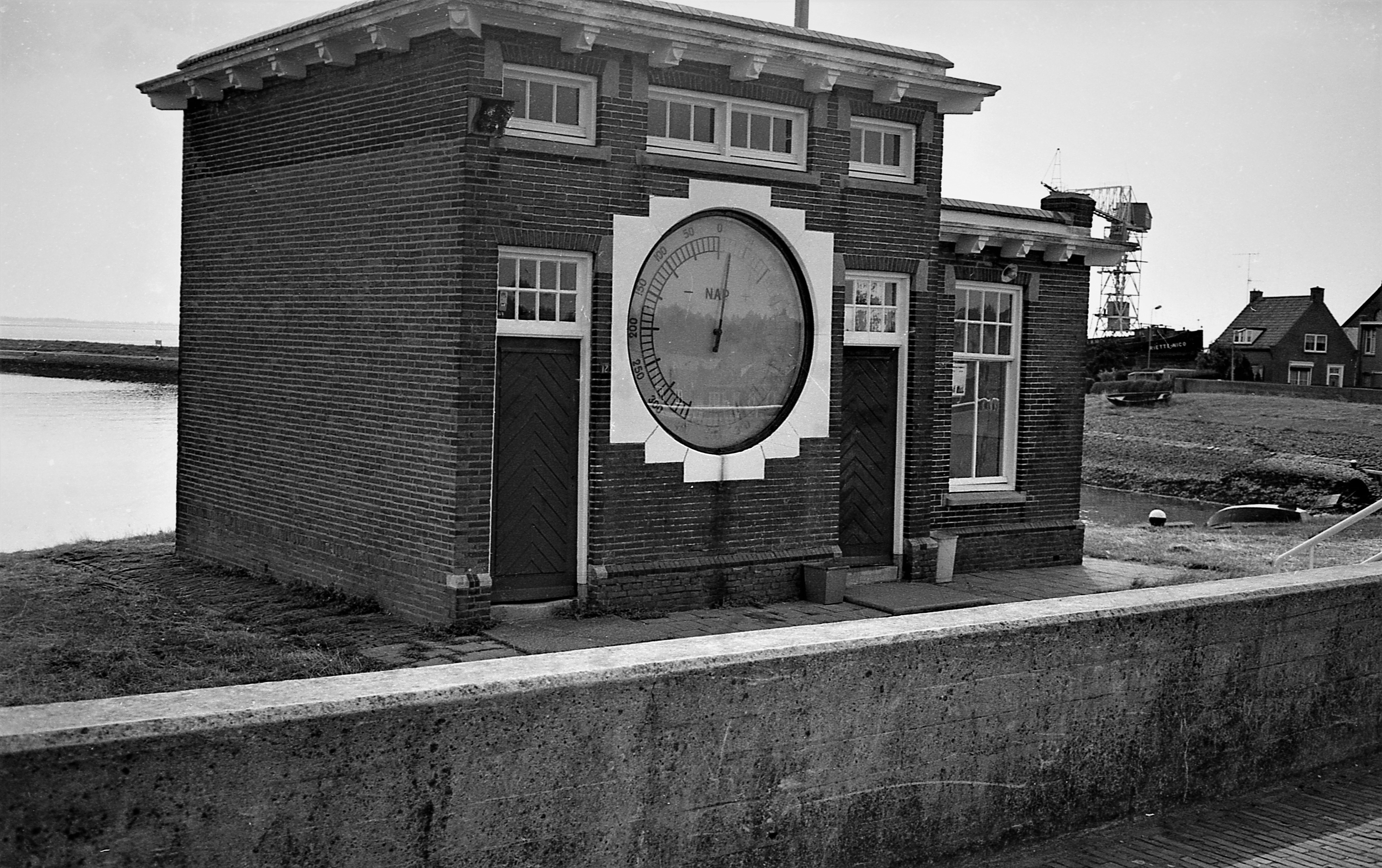
Hansweert Sluizencomplex (1976), Getijdenklok